# 卡潘

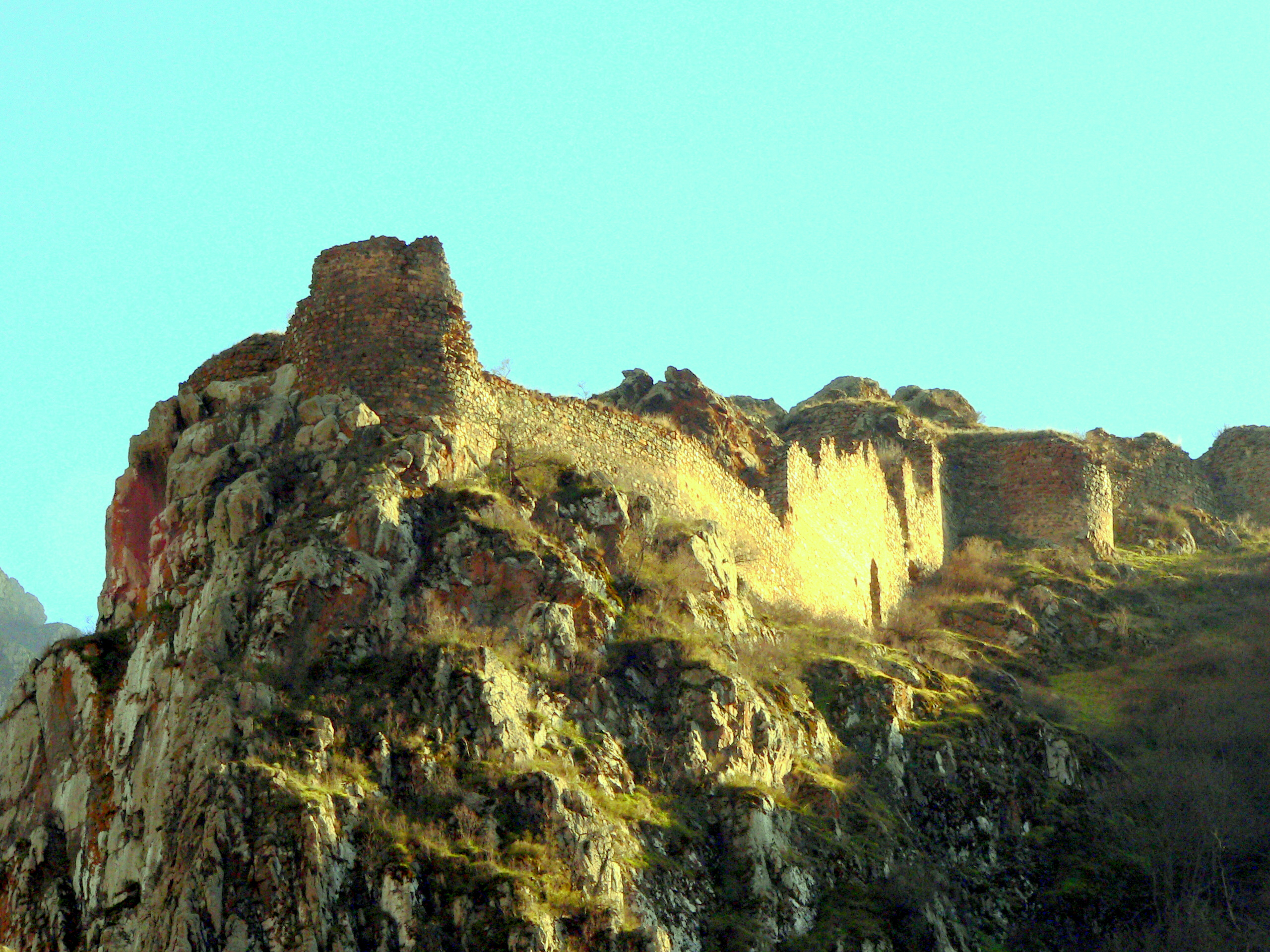

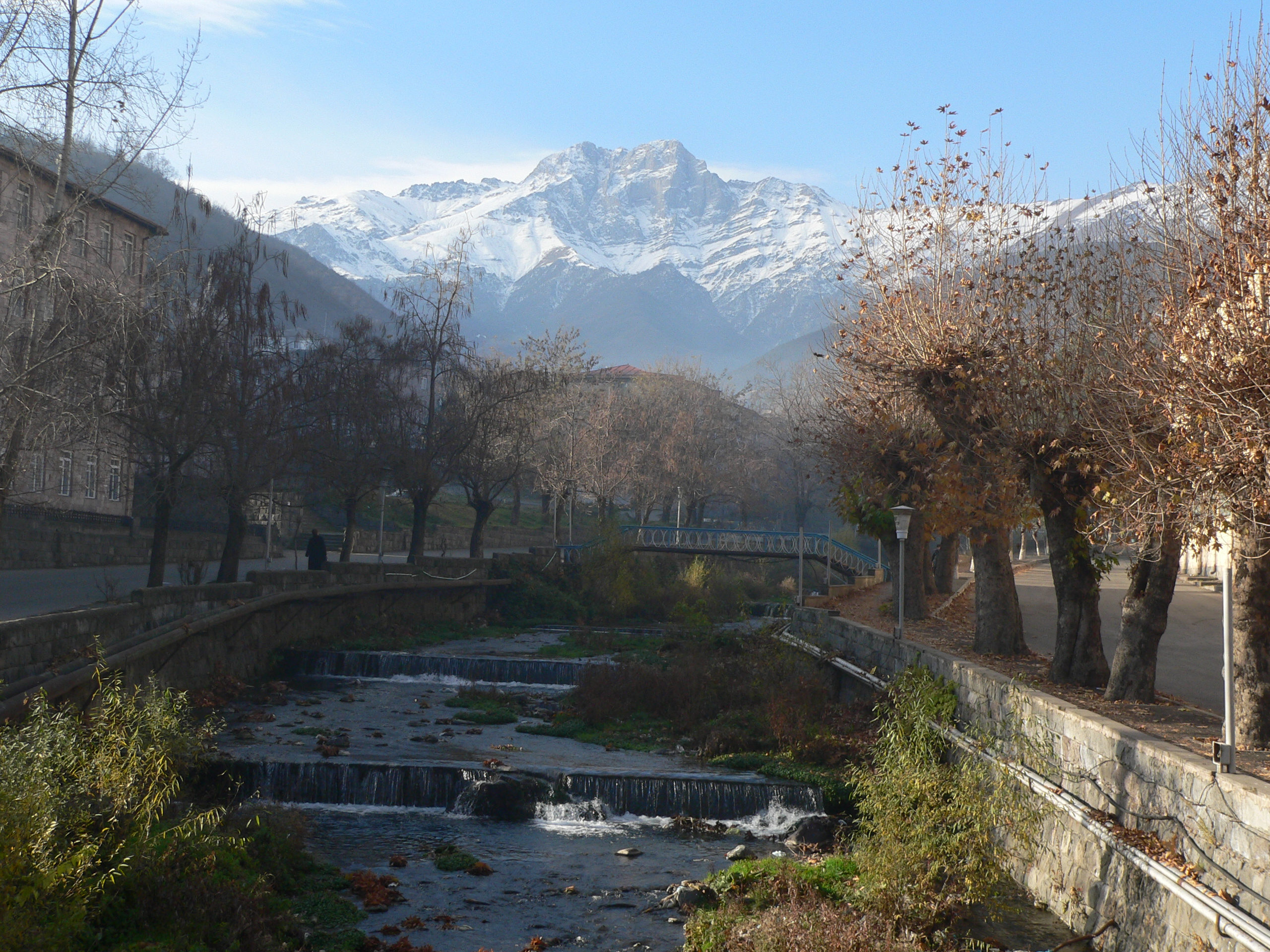

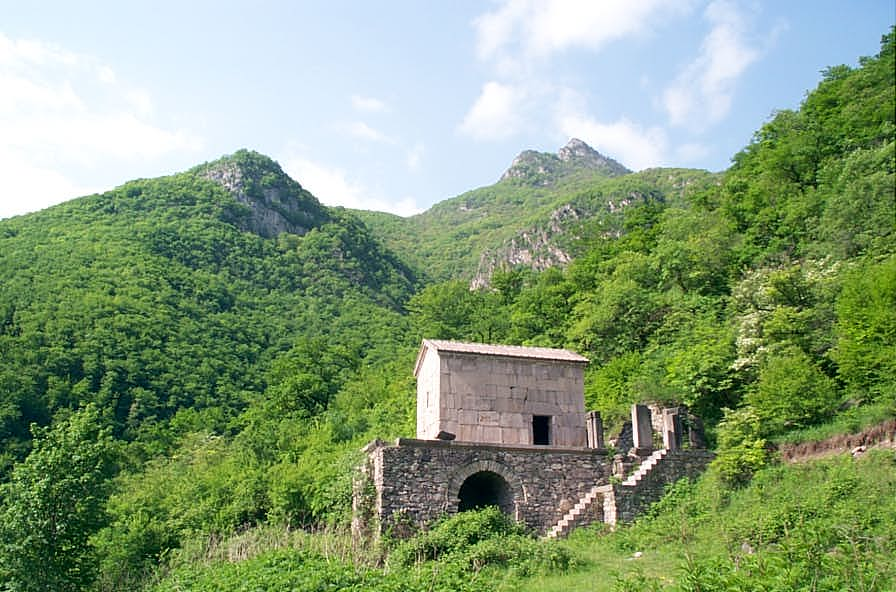

卡潘（羅馬化：Kapan）是亞美尼亞東南部休尼克州的城市及其州府。距離首都葉里溫316公里，面積36平方公里，海拔高度900米，主要經濟活動是製造業，2008年普查人口為45,745。

## 外部連結
- American Corner Kapan